# 217. Division
Die 217. Division sind folgende militärische Einheiten auf Ebene der Division:

## Infanterie-Divisionen
- 217. Infanterie-Division (Deutsches Kaiserreich)
- 217. Infanterie-Division (Wehrmacht)
- 217. Schützendivision (Sowjetunion), Juni 1941 im Militärdistrikt Orel, Juni 1943 zur 11. Gardearmee